# Ramin Ott
Ramin Shahin Ott (* 22. Juni 1986 in Pago Pago), oder kurz Ramin Ott, ist ein amerikanisch-samoanischer Fußballspieler auf der Position eines Mittelstürmers. Er ist ehemaliger Spieler der amerikanisch-samoanischen Fußballnationalmannschaft und aktuell für den Hauptstadtverein Pago Youth aktiv.

## Karriere

### Verein
Ott begann seine Karriere in seiner amerikanisch-samoanischen Heimat im Jahr 2003 bei Konica Machine FC in der erstklassigen FFAS Senior League. Hier gewann er 2007 seinen ersten Meistertitel seiner Laufbahn. Im Zuge seines Studiums zog er 2009 in das neuseeländische Auckland und war dort drei Jahre für den Verein Bay Olympic in der zweitklassigen Northern League aktiv. Hier gewann Ott in den Jahren 2011 und 2012 die Regionalmeisterschaft der Northern League. Seit 2015 steht er im Kader des Hauptstadtvereins Pago Youth unter Vertrag und konnte von 2016 bis 2019 vier Mal in Folge die nationale Meisterschaft gewinnen.

### Nationalmannschaft
Ott gehörte neben Hansel Maiava und Thomas Leota zum Kader der U-17 Auswahl von Amerikanisch-Samoa in den Qualifikationsspielen zur U-17 Weltmeisterschaft 2003. Hier kam er in allen vier Partien zum Einsatz und erzielte im Spiel gegen die U-17 Mannschaft aus Samoa (1:3) das einzige Tor für sein Land im Wettbewerb. Sein Debüt für die A-Nationalmannschaft gab er, im Rahmen der Qualifikation zur Fußball-Weltmeisterschaft 2006, am 10. Mai 2004 gegen die Auswahl von Samoa (4:0). Im gleichen Jahr nahm er mit der Auswahl auch am Qualifikationsturnier für die Olympische Sommerspiele in Athen teil und kam in allen vier Partien seines Teams zum Einsatz. Zudem war Ott Teilnehmer an den Qualifikationsspielen zur Fußball-Weltmeisterschaft (2006, 2010, 2014, 2018), konnte dabei jedoch keine nennenswerten Erfolge erzielen. Durch sein Tor per Strafstoß in der 55. Minute gegen die Mannschaft der Salomonen (1:12) am 25. August 2007 wurde Ott nach Natia Natia der zweite Torschütze für Amerikanisch-Samoa in der Geschichte der WM-Qualifikation. Im Qualifikationsspiel gegen die Auswahl von Tonga (2:1) am 22. November 2011 war er neben Torhüter Nicky Salapu, Shalom Luani und seinem Bruder Diamond Ott Teil der Mannschaft, die den ersten Sieg von Amerikanisch-Samoa in einem von der FIFA anerkannten Match errang. Er selbst traf kurz vor dem Ende der ersten Halbzeit in der 43. Minute zum zwischenzeitlichen 1:0. Seinen dritten Treffer erzielte er ebenfalls gegen die Mannschaft aus Tonga, am 2. September 2015, als er in der 51. Minute das Siegtor zum 2:1 erzielte. Zwei Tage später absolvierte er gegen die Auswahl der Cookinseln (2:0) seinen letzten Einsatz im Trikot der Nationalmannschaft. Mit 3 Länderspieltoren ist Ott bis heute Rekordtorschütze der amerikanisch-samoanischen Fußballnationalmannschaft.

### Erfolge
Verein
- Amerikanisch-samoanischer Meister: 2007, 2016, 2017, 2018, 2019
- Northern League: 2011, 2012